# Жданова (река)
Жда́нова — река в Таймырском Долгано-Ненецком районе Красноярского края России, правый приток Ленинградской. Длина реки — 185 км, площадь водосборного бассейна — 3240 км².
Исток реки находится на северо-востоке полуострова Таймыр, в самой высокой части гор Бырранга, река стекает с ледника Неожиданный на высоте более 365 м над уровнем моря. Течёт преимущественно на северо-запад, сначала по горной тундре, ближе к устью — по арктической. В среднем течении русло расширяется до 60-115 м, при этом глубина остаётся весьма незначительной, всего 0,6-0,8 м. Многочисленные шиверы и осерёдки. Ближе к устью встречаются некрупные пойменные озёра. Берега часто заболоченные, песчаные, редко — обрывистые. Впадает в Ленинградскую справа двумя рукавами, в 81 км от ее устья, на высоте 4 м над уровнем моря. В нижнем течении ширина русла достигает 155 м при глубине 1,1 м.

## Основные притоки
Указаны поименованные притоки длиной 30 км и более.
| Название | Расстояние от устья | Длина | Положение |
| -------- | ------------------- | ----- | --------- |
| Тихая    | 2                   | 36    | правый    |
| Незваная | 95                  | 34    | левый     |
| Горная   | 106                 | 56    | левый     |

## Данные водного реестра
По данным государственного водного реестра России и геоинформационной системы водохозяйственного районирования территории РФ, подготовленной Федеральным агентством водных ресурсов:
- Бассейновый округ — Енисейский
- Речной бассейн — Нижняя Таймыра
- Речной подбассейн — нет
- Водохозяйственный участок — Нижняя Таймыра (включая озеро Таймыр) и другие реки бассейна Карского моря от западной границы бассейна реки Каменная до мыса Прончищева
- Код объекта в государственном водном реестре — 17030000112116100155014[5].